# マーティン・ヘンダーソン
マーティン・ヘンダーソン（Martin Henderson,1974年10月8日 - ）はニュージーランド・オークランド出身の俳優。

## 略歴
13歳の時から地元ニュージーランドのテレビに出始める。しばらくしてオーストラリアに移り、多くのオーストラリアの映画作品やテレビに出演。その後、演技を学ぶためにニューヨークに移り、ネイバーフッド・プレイハウスで学ぶ。
2007年から放映の"Mr. and Mrs. Smith"（『Mr.&Mrs. スミス』のテレビシリーズ版）にも出演が決まっている。
ブリトニー・スピアーズのPV"In The Zone"と"Toxic"にも出演している。

## 主な出演作品

### 映画
- ウインドトーカーズ Windtalkers (2002)
- ザ・リング The Ring (2002)
- トルク Torque (2004)
- 愛するカノジョを怒らせる10の法則 Perfect Opposites (2004)
- フライボーイズ Flyboys (2006)
- スモーキン・エース/暗殺者がいっぱい Smokin' Aces (2007)
- バトル・イン・シアトル Battle in Seattle (2008)　日本未公開
- デビルズ・ノット Devil's Knot (2013)
- エベレスト 3D Everest (2015)
- 天国からの奇跡 Miracles from Heaven (2016)
- ストレンジャーズ 地獄からの訪問者 The Strangers: Prey at Night (2018)
- X エックス X (2022)

### テレビドラマ
- グレイズ・アナトミー 恋の解剖学
- ヴァージンリバー Virgin River (2019 - )